# Jean-Daniel Jurgensen
Pour les articles homonymes, voir Jurgensen.
Jean-Daniel Jurgensen est un résistant et diplomate français né à Paris 14e le 4 juillet 1917 et mort à Paris 9e le 1er novembre 1987.
Jeune normalien, il est membre du comité directeur du mouvement Défense de la France, puis du quotidien France-Soir à ses débuts. Rejoignant ensuite la carrière diplomatique, il est en particulier ambassadeur en Inde, puis aux Pays-Bas, et élevé à la dignité d’Ambassadeur de France.

## Biographie

### Un étudiant brillant… et désarçonné
Jean-Daniel Jurgensen naît le 4 juillet 1917 à Paris. Son père est un brillant altiste solo des concerts Pasdeloup, puis de l’Opéra-Comique (lui-même petit-fils d’un ébéniste danois, immigré à Paris en 1823). Il en conservera, toute son existence, une relation particulière avec la musique. Sa mère est d’origine compiégnoise.
Élève au lycée Charlemagne (Paris), il reçoit les premiers prix du concours général en thème latin et en version grecque, avant d’intégrer l'École normale supérieure (1937). Agnostique, mais fidèle à l’idée de Charité Chrétienne, ses préoccupations et ses préférences le portent naturellement à envisager une carrière universitaire. Reçu à l’agrégation de lettres en 1941, il est amené par les événements à voir sous un autre angle le monde qui l’entoure.
Sous-lieutenant en 1940, il vit douloureusement la déroute de l’armée française et reconsidère les notions de patriotisme, de démocratie et de liberté, ainsi que ce qu’il appellera la « chimère » du pacifisme munichois qui avait précédé cette déroute. La bataille d’Angleterre achève de le persuader que, selon la formule de Périclès, « la source de la liberté est dans le courage ».

### Les années noires et la Résistance
Décidé à agir, il mène dès 1940 quelques actions individuelles (rédaction et distribution de tracts gaullistes…) avec sa jeune épouse Marie-Rose, qui deviendra plus tard Rose Vincent, actions qu’il qualifiera rétrospectivement d’ « enfantillages » et qui les amènent à être brièvement arrêtés. 
En septembre 1940, il crée avec son camarade normalien Albert Chabanon, le mouvement La Vraie France, en liaison avec le réseau de renseignements franco-britannique Jade-Fitzroy au début de 1941. Mais Albert Chabanon est arrêté et emprisonné, (il sera ultérieurement fusillé) le mouvement démantelé fin 1941. Au printemps 1942, par un autre camarade de l’École Normale Supérieure, Robert Salmon, il rejoint Défense de la France, créé par Philippe Viannay avec Salmon. Le mouvement publie un journal clandestin du même nom. 
Sous le pseudonyme de Jean Lorraine, expression de son combat pour la liberté avec le Gaullisme, Jean-Daniel Jurgensen y publie de nombreux articles jusqu’à la Libération. Parvenant, avec Salmon, à infléchir la direction du mouvement dans le sens du Gaullisme, il fait partie dès novembre 1942 de son comité directeur. Défense de la France prend rapidement une part importante au sein de la Résistance, aussi bien dans la presse clandestine (le tirage atteint 450 000 exemplaires à la Libération) que dans des actions opérationnelles (faux papiers, groupes francs…).
Parallèlement, il se présente au concours des Affaires Étrangères en 1943, est admis major et refuse de rejoindre son poste pour ne pas servir Vichy. 
Il passe dans la clandestinité avec son épouse, après la vague d’arrestations du 20 juillet 1943, dont sa camarade du mouvement, Geneviève de Gaulle, fut notamment victime.
Auteur, avec Robert Salmon, d’un projet de constitution (publié début 1944 dans Les Cahiers de Défense de la France) basé sur un système présidentiel qui inspirera, plus tard, les rédacteurs de 1958, il œuvre à l’unification des mouvements de la résistance non-communiste, notamment au sein du comité directeur clandestin du Mouvement de libération nationale (MLN). Il est aussi l'un des cofondateurs de la Fédération Nationale de la presse clandestine.

### La Libération et l’espoir d’une France nouvelle
À la libération de Paris, il occupe l'hôtel de ville le 19 août et prend possession le 20, les armes à la main, des locaux du Pariser Zeitung, 100 rue Réaumur, pour y installer les journaux issus de la Résistance (Défense de la France, Franc-Tireur, Combat). Défense de la France parait ainsi au grand jour dès le 21 août 1944, cinq jours avant l’arrivée de la Division Leclerc.
Délégué au titre du MLN à l’Assemblée Consultative Provisoire en novembre 1944, il continue à écrire dans Défense de la France, qui devient France-Soir le 8 novembre de la même année. 
Il est élu en 1945 au Conseil Municipal de Paris et au Conseil Général de la Seine, puis député de la Seine à la première Assemblée constituante sous l’étiquette UDSR (octobre 1945).
En même temps, il développe différents projets de presse, dont le magazine France et Monde, qui paraît de 1945 à 1946 et dont la formule « à l’américaine » inspirera plus tard celle de L’Express.
Mais la société civile et politique d’avant guerre reprend rapidement ses droits. France-Soir connaît bientôt des difficultés financières et d’organisation, qui amènent ses dirigeants à laisser la place à des journalistes professionnels. Par ailleurs, le scrutin de liste, qui laisse aux partis le soin d’en organiser l’ordre, ne permet pas à Jean-Daniel Jurgensen d’être réélu en juin 1946 (sous l’étiquette SFIO) à la seconde Assemblée constituante. Il décide alors de reprendre sa carrière de diplomate, et rejoint la délégation française aux Nations Unies (New York) en 1947.

### Une longue carrière diplomatique
Il occupe ensuite successivement les postes de sous-directeur d’Afrique-Levant, chef du service des affaires allemandes au Quai d’Orsay, représentant permanent adjoint à l’Organisation du traité de l'Atlantique nord (1959), directeur d’Amérique (1964), directeur adjoint aux affaires politiques (1969), ambassadeur à New Delhi (1972), ambassadeur à La Haye (1980). En 1981, il est élevé à la dignité d'Ambassadeur de France.
Ses fonctions officielles ne l’empêchent pas de continuer à s’exprimer librement, sous divers pseudonymes (en particulier : Jean Lorraine et Daniel Delacroix, dans La Revue des Deux mondes, La revue de Politique étrangère, Réalités, La revue de défense nationale…). Il publie également deux livres : Chrétien ou Marxiste et Orwell ou la Route de 1984, dans lesquels il analyse la notion essentielle de liberté et son antinomie si présente au XXe siècle : le totalitarisme.
Dans le cadre de ses fonctions, il s’est aussi personnellement engagé dans la défense de la civilisation latine et de la francophonie, celle de l’identité européenne en tant que président de la Fondation européenne de la culture, et surtout celle du Québec, dont la devise le touchait : « Je me souviens ».

## Distinctions
- Commandeur de la Légion d'honneur
- Grand officier de l'ordre national du Mérite
- Médaille de la Résistance française avec rosette (3 août 1946)[8]
- Docteur Honoris Causa de l'Université de Laval (Québec)

Titulaire de nombreuses autres décorations françaises et étrangères.